# Кінцева нитка
Кінцева нитка (лат. filum terminale) — тонке ниткоподібне волокно сполучної тканини, близько 20 см завдовжки, яке спускається донизу від верхівки мозкового конуса до основи куприка. Кінцева нитка фіксує спинний мозок і спинномозкову оболону внизу.
Верхня частина кінцевої нитки утворена м'якою мозковою оболоною хребта в розширеному дуральному мішку, тоді як нижня частина утворена як м'якою, так і твердою мозковою оболоною (при цьому зовнішній твердий шар щільно прилягає до внутрішнього м'якого компонента).

## Анатомія
Проксимальна/верхня частина — filum terminale internum або піальна частина кінцевої нитки — має розміри 15 см завдовжки і тягнеться до нижнього краю другого крижового хребця (S2) (нижня межа крижового каналу). Він складається із залишків нервової тканини, сполучної тканини та нейрогліальної тканини, вистеленої м'якою мозковою оболоною. Він міститься в трубчастій оболоні твердої мозкової оболони й оточений нервами кінського хвоста (візуально його легко розпізнати за блакитно-білим кольором).
Нижня/дистальна частина — filum terminale externum, дуральна частина кінцевої нитки або куприкова зв'язка — утворюється, коли filum terminale internum досягає нижнього кінця дурального мішка; відтепер кінцева нитка покривається шаром твердої мозкової оболони.
Кінцева нитка закінчується внизу, прикріплюючись до тильної поверхні куприка на першому куприковому сегменті і зливаючись із куприковим окістям.

### Розташування
Кінцева нитка розташована в центрі серед корінців спинномозкових нервів кінського хвоста (але сама по собі не є частиною кінського хвоста).
Найбільш нижній спинномозковий нерв, куприковий нерв, відходить від спинного мозку на рівні мозкового конуса через відповідні хребці через їх міжхребцеві отвори вище кінцевої нитки. Проте до зовнішньої поверхні кінцевої нитки прилягає кілька ниток нервових волокон, які, ймовірно, являють собою рудиментарні другий і третій куприкові нерви.
Центральний канал спинного мозку продовжується донизу у верхню частину кінцевої нитки.

### Розвиток
Кінцева нитка — це рудиментарний залишок каудальної частини спинного мозку, який у ембріона утворює каудальний виступ у вигляді хвоста.

## Додаткові зображення

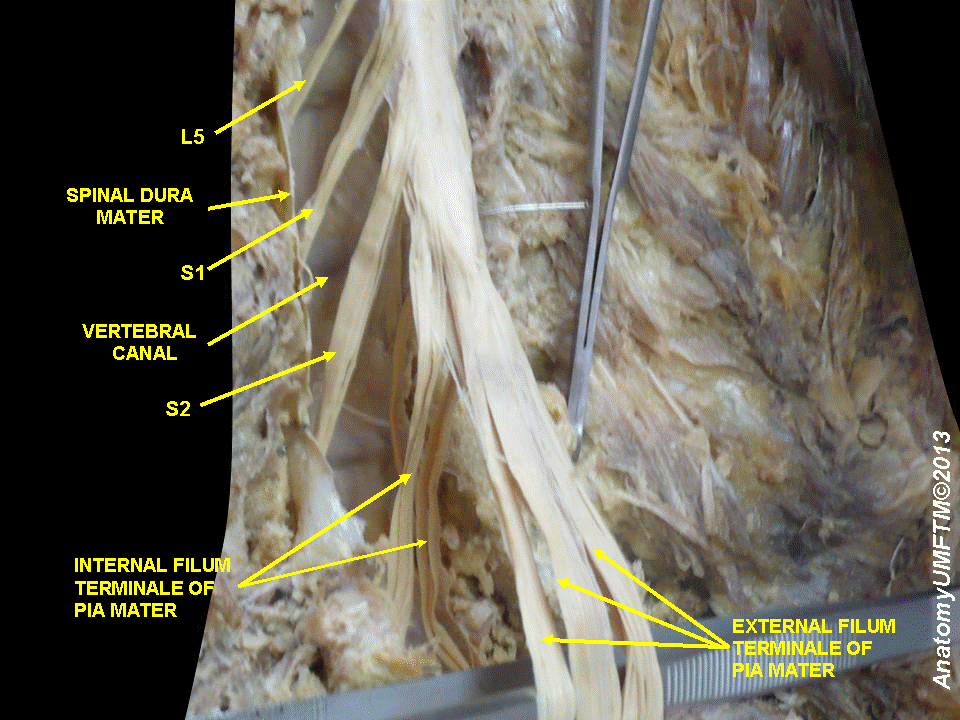
Спинний мозок. Спинномозкові оболонки і нервові корінці. Глибокий розтин. Вигляд ззаду.
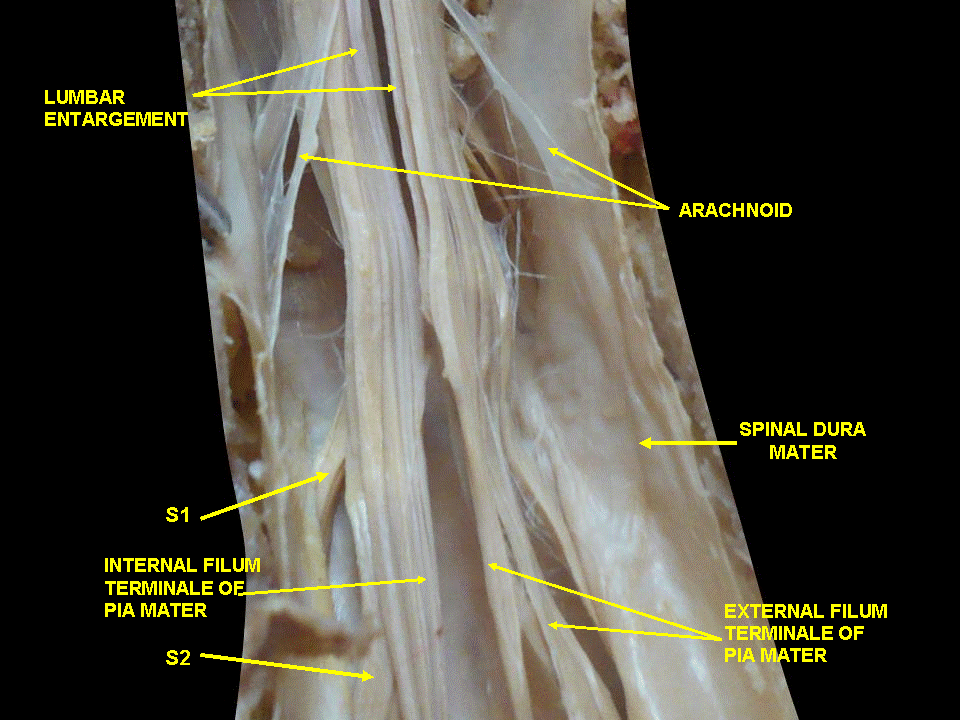
Спинний мозок. Спинномозкові оболонки і нервові корінці. Глибокий розтин. Вигляд ззаду.
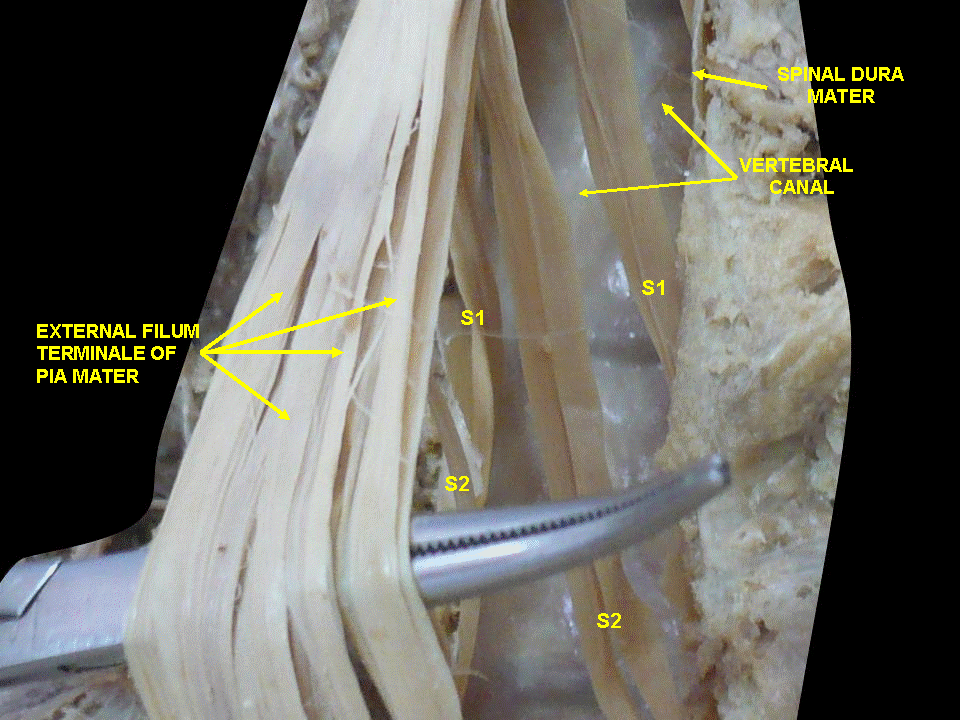
Спинний мозок. Спинномозкові оболонки і нервові корінці. Глибокий розтин. Виглядд ззаду.
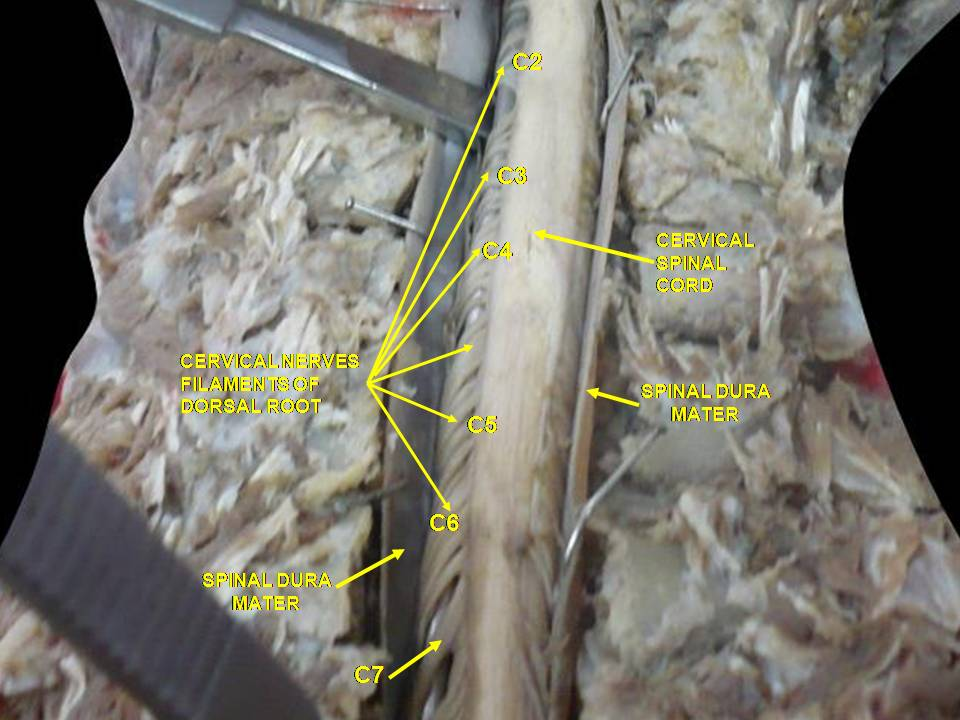
Спинний мозок. Спинномозкові оболонки і нервові корінці. Глибокий розтин. Вигляд ззаду.
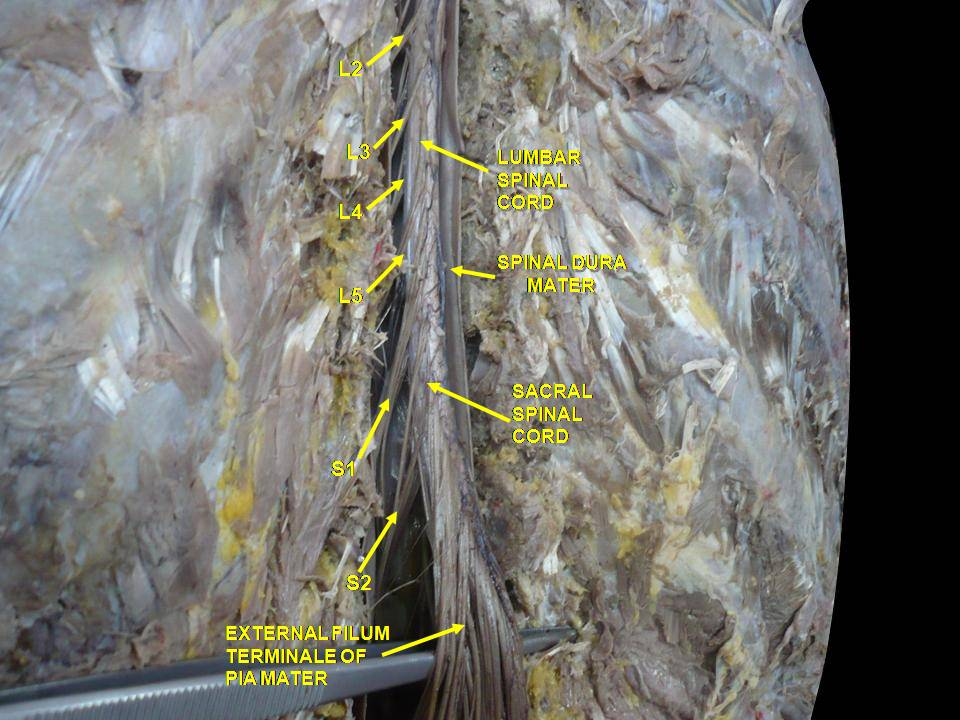
Спинний мозок. Спинномозкові оболонки і нервові корінці. Глибокий розтин. Вигляд ззаду.
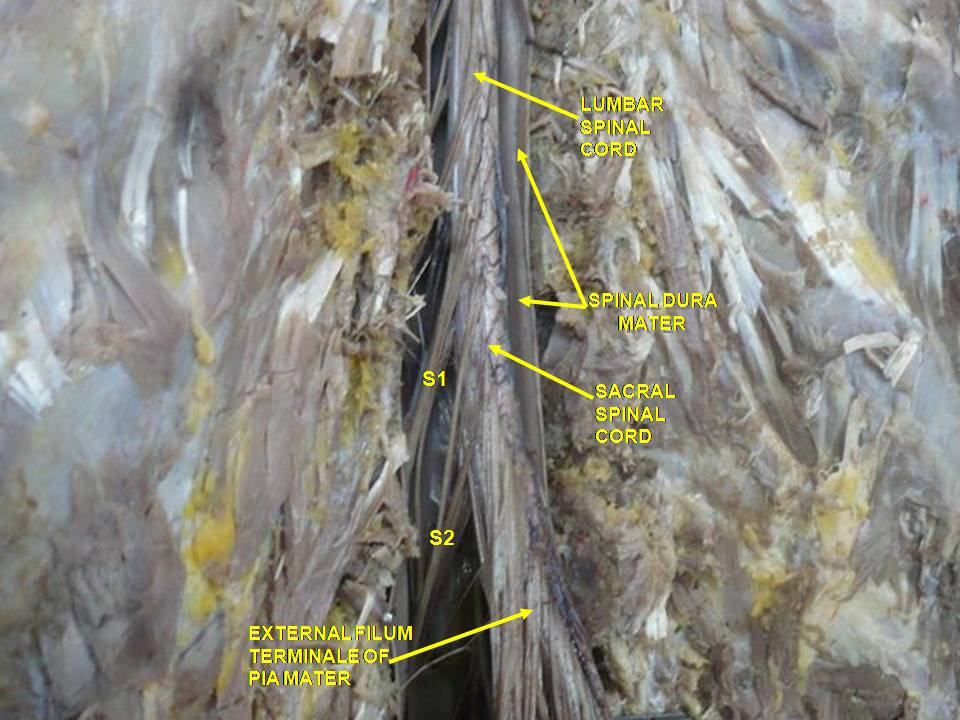
Спинний мозок. Спинномозкові оболонки і нервові корінці. Глибокий розтин. Вигляд ззаду.
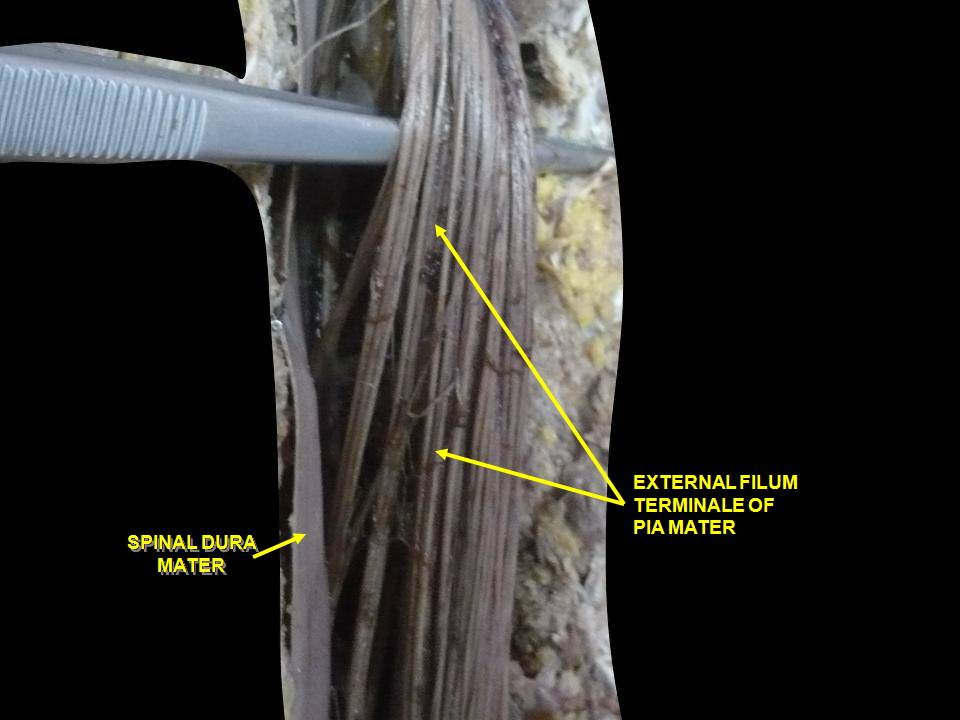
Спинний мозок. Спинномозкові оболонки і нервові корінці. Глибокий розтин. Вигляд ззаду.